# Руджер-Йосип Бошкович
Руджер Йосип Бошкович (хорв. Ruđer Josip Bošković; 18 травня 1711, Дубровник — 13 лютого 1787) — хорватський математик, астроном, геодезист, фізик, філософ і поет. Член ордену єзуїтів. Брат дубровницького новолатинського поета, священика-єзуїта Баро Бошковича.

## Біографія

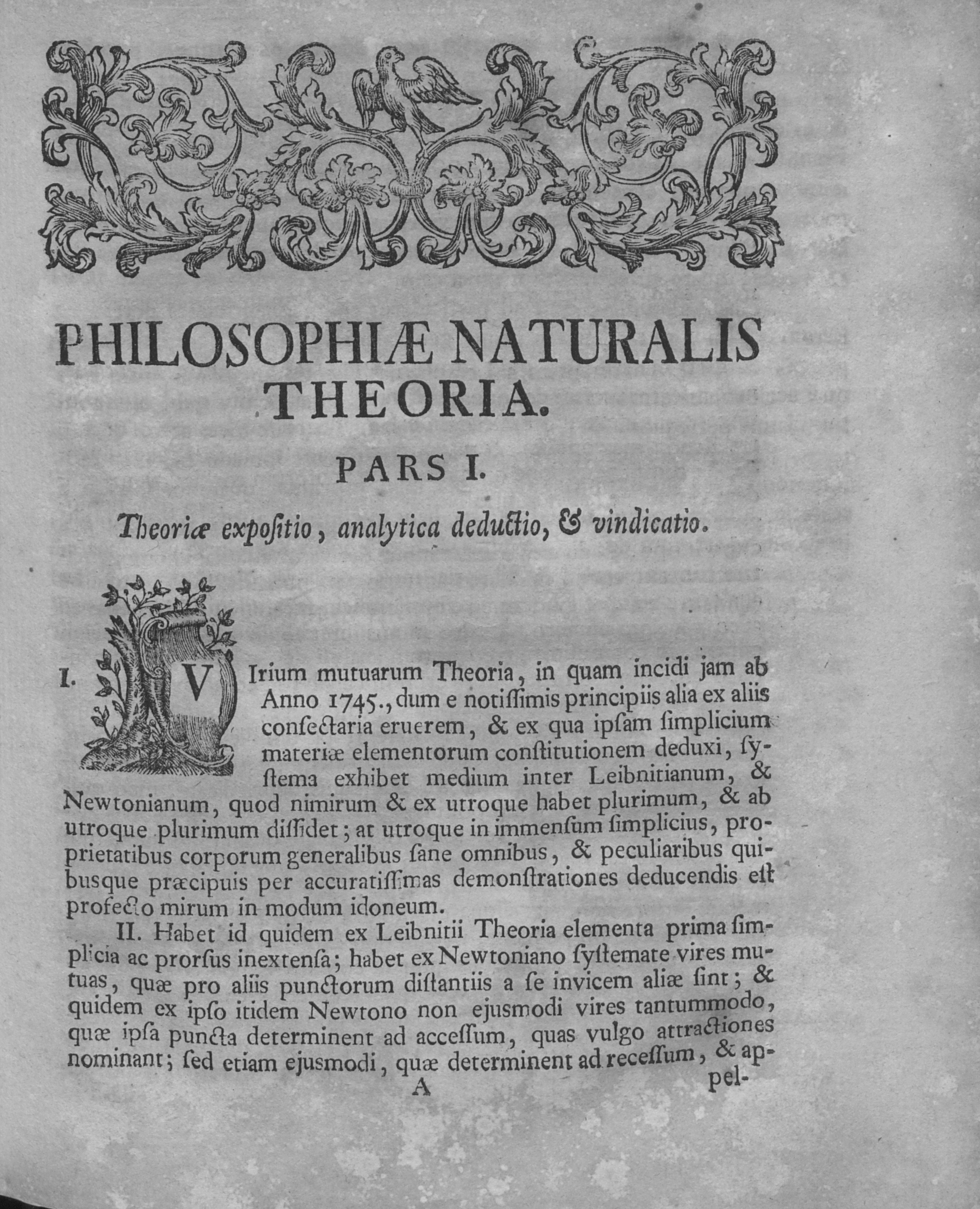
Philosophiae naturalis theoria, 1758

Народився в Далмації в Дубровнику. Вчився і працював переважно в Італії (1740 — 70) і Франції (1773 — 83). Освіту здобув в єзуїтських колегіумах у Дубровнику і Римі. У 1740—1759 — професор математики Римського колегіуму, в 1764—1770 — професор математики Павійського університету. Упродовж 1770—1772 років працював у створеній за його проектом і під його керівництвом обсерваторії Брера (Мілан), яка була однією з найкращих у той час. У 1773—1782 роках жив у Франції, де посідав посаду директора оптичної справи при морському флоті. У 1782 році повернувся до Італії для видання там своїх оптичних і астрономічних праць (опубліковані в 1785 році в 5-ти томах).
Основні роботи присвячені фізиці, астрономії, геодезії, механіці, математиці. Виконав низку астрономічних спостережень і досліджень, вивчав фігуру Землі, розробив математичну теорію телескопа. Розв'язав деякі проблеми з сферичної тригонометрії. Створив своєрідну теорію атомістики; в ній усі властивості матерії пояснювались дією єдиної сили, якою наділені атоми.
У царині астрономії опублікував роботи про методи визначення обертання Сонця за трьома спостереженнями однієї плями (1736), про проблему проходження Меркурія диском Сонця і пов'язані з нею завдання сферичної тригонометрії (1737), про полярні сяйва (1738), про новий мікрометр для визначення взаємного положення двох зірок (1739), про річну аберацію зірок, про визначення точності астрономічних спостережень (1742), про природу комет і метод визначення параболічних орбіт (1746), про метод визначення еліптичної орбіти (1749), про взаємні збурення Юпітера і Сатурна (1756). Займався вдосконаленням об'єктивів телескопів (запропонував багатолінзові ахроматичні системи), створенням оптичних інструментів, розробкою методів їхнього контролю і врахування похибок. У 1739 критично переглянув результати вимірювань довжини меридіана з метою визначення форми Землі. У 1750—1755 роках провів вимірювання дуги меридіана завдовжки 2 між Римом і Ріміні, застосувавши при цьому власні високоточні методи зйомки. За розробленими Бошковичем планами були здійснені вимірювання довжини градуса і в інших місцях — в Північній Африці, Чехії, Австрії, Угорщині, на Сардинії, в Пенсильванії.
У своїй головній праці «Теорія натуральної філософії, приведена до єдиного закону сил, що існують в природі» (1758) Бошкович виклав основні положення розробленої ним концепції динамічного атомізму. Вважав, що найменші частинки матерії є центрами прикладення фізичних сил, що нерозривно пов'язані з ними і підкоряються певному універсальному закону. У своїх уявленнях про простір, час, рух, інерції Бошкович передбачив деякі ідеї теорії відносності і неевклідової геометрії. Прикладаючи свій закон сил до Всесвіту, допускав можливість його поступового стиснення і розширення при відповідних змінах шкали сил, так що це не викликало б порушень в спостережуваних фізичних явищах.
Класичною роботою з архітектурної статики став проведений (1742—1743) Бошковичем аналіз причин появи тріщин у куполі собору Св. Петра в Римі, коли він вперше застосував математичні методи в інженерній справі. Займався також гідротехнікою (розробив плани регулювання перебігу річок Тібру і Ністоре, будівництва портів в Капо-ді-Монте і Ріміні), археологією, античною літературою.
Член-кореспондент Паризької АН (1759), іноземний почесний член Петербурзької АН (1760), член Лондонського королівського товариства (1760).